# Elecciones presidenciales de Colombia de 1986
El domingo 25 de mayo de 1986 se realizaron en Colombia las votaciones para elegir Presidente de la República, resultando elegido el candidato Virgilio Barco, del Partido Liberal.

## Antecedentes
Al avecinarse las elecciones de 1986, Colombia había salido de varios eventos que la había cambiado hasta entonces; la ley de amnistía, la tregua con las FARC-EP de los acuerdos de La Uribe en 1984 y con el M-19 y el EPL en los acuerdos de Corinto, Hobo y Medellín, la Toma al Palacio de Justicia y la Tragedia de Armero en 1985. Se presentaban también debates sobre una profunda reforma a la centenaria Constitución de 1886 a la cual se aplicaría una última reforma que sería la elección popular de alcaldes y gobernadores, se debatía también proseguir los diálogos con la subversión iniciadas en la gestión anterior y también la lucha contra los carteles de la droga.

## Candidaturas

### Partido Liberal
Para ese entonces la popularidad caía sobre los liberales, pero sobre todo sobre Virgilio Barco y el disidente Luis Carlos Galán. Galán a pesar de tener amplia popularidad decide no presentarse a la contienda apoyando a Barco quien propugnaba la unión liberal junto con el expresidente Julio César Turbay. Virgilio tenía como proyecto tener liberales en su gabinete, siendo llamado por los medios "el último liberal radical" en referencia a los liberales que lideraron los Estados Unidos de Colombia.

### Partido Conservador
El conservatismo padecía una pequeña crisis tras la caída de la popularidad de Belisario Betancur, que había fracasado su política de diálogo con la subversión y con la amenaza del Cartel de Medellín sobre el Estado Colombiano si no se abolía la extradición. Ni siquiera la popularidad de presidente subía lo suficiente ni así visitara las ruinas de la destruida Armero. La convención conservadora decidió elegir a Álvaro Gómez Hurtado quien aún haría su intento de ganar las elecciones siendo así una esperanza para el partido.

### Unión Patriótica
Recién consolidada la Unión Patriótica (UP) desde Casa Verde se anunció la candidatura del líder político de las FARC-EP Jacobo Arenas, pero tras amenazas recibidas decidió renunciar a la candidatura siendo sucedido por el jurista Jaime Pardo Leal elegido en la primera convención del movimiento, mientras que para las elecciones parlamentarias se postulaban los guerrilleros en tregua "Iván Márquez" y "Braulio Herrera". Los miembros de la UP serían víctimas de un genocidio político después de estos comicios (Pardo Leal sería asesinado en 1987).

### Otras candidaturas
La veterana metafísica Regina Betancourt de Liska se lanzó como independiente al igual que Juan David Pérez Gaviria, entre otros.

## Candidatos
La siguiente es la lista de candidatos inscritos (por orden alfabético).
| Candidato | Candidato | Candidato                                                 | Formación       | Cargos públicos | Candidatura |
| --------- | --------- | --------------------------------------------------------- | --------------- | --- | ----------- |
|           |           | Virgilio Barco 64 años Lema: ¡Dale rojo, dale!            | Ingeniero civil | - Representante a la Cámara (1949) - Senador de la República (1958) - Ministro de Obras Públicas (1958-1961) - Embajador ante el Reino Unido (1961-1962) - Ministro de Hacienda (1962-1963) - Ministro de Agricultura (1963-1964) - Alcalde de Bogotá (1966-1969) - Embajador ante Estados Unidos (1977-1980) |             |
|           |           | Álvaro Gómez Hurtado 67 años Lema: Participación nacional | Abogado         | - Concejal de Engativá (1941) - Representante a la Cámara (1945-1951) - Embajador ante Suiza (1947) - Senador de la República (1951-1953; 1962-1970) - Embajador en Italia (1953) - Designado Presidencial (1982-1984) - Embajador ante Estados Unidos (1982-1984)                                            |             |
|           |           | Jaime Pardo Leal 45 añosLema: La opción popular           | Abogado         | - Magistrado del Tribunal Superior de Cundinamarca (1974-1985) |             |

## Resultados
| Candidato a presidente     | Partido o movimiento             | Votos     |
| -------------------------- | -------------------------------- | --------- |
| Virgilio Barco Vargas      | Partido Liberal                  | 4 214 510 |
| Álvaro Gómez Hurtado       | Partido Conservador              | 2 588 050 |
| Jaime Pardo Leal           | Unión Patriótica                 | 328 752   |
| Regina Betancourt de Liska | Movimiento Unitario Metapolítico | 46 811    |
| Otras candidaturas         | Otras candidaturas               | 1490      |
| Votos en blanco            | Votos en blanco                  | 42 205    |
| Total votos válidos        | Total votos válidos              | 7 221 818 |
| Votos nulos                | Votos nulos                      | 8119      |
| Total de votantes          | Total de votantes                | 7 229 937 |

Notas
1. ↑  Juan David Pérez Gaviria (Partido Humanista), 229; Otros votos, 1261

### Por Departamento
| Amazonas           | 3 931   | 66.86% | 1 765   | 30.02% | 118    | 2.00%  |
| Antioquia          | 452 804 | 54.12% | 336 179 | 40.18% | 34 304 | 4.10%  |
| Arauca             | 7 206   | 40.19% | 1 712   | 9.54%  | 8 881  | 49.53% |
| Atlántico          | 187 233 | 65.40% | 88 016  | 30.74% | 9 068  | 3.16%  |
| Bogotá             | 715 032 | 63.07% | 335 647 | 29.60% | 49 336 | 4.35%  |
| Bolívar            | 165 087 | 66.31% | 76 454  | 30.71% | 6 482  | 2.60%  |
| Boyacá             | 149 575 | 48.98% | 149 189 | 48.85% | 4 716  | 1.54%  |
| Caldas             | 118 471 | 49.24% | 113 474 | 47.16% | 5 614  | 2.33%  |
| Casanare           | 24 167  | 85.79% | 2 441   | 8.66%  | 1 554  | 5.51%  |
| Caquetá            | 25 576  | 47.93% | 14 593  | 27.34% | 13 166 | 24.67% |
| Cauca              | 139 358 | 60.24% | 81 485  | 35.22% | 9 721  | 4.20%  |
| Cesar              | 80 910  | 64.44% | 37 861  | 30.15% | 6 717  | 5.34%  |
| Chocó              | 40 495  | 71.67% | 13 555  | 23.99% | 2 430  | 4.30%  |
| Córdoba            | 137 199 | 64.81% | 68 902  | 32.54% | 5 514  | 2.60%  |
| Cundinamarca       | 299 709 | 63.67% | 152 200 | 32.33% | 15 117 | 3.21%  |
| Huila              | 79 346  | 46.25% | 75 193  | 43.83% | 16 735 | 9.75%  |
| La Guajira         | 36 679  | 62.99% | 20 441  | 35.10% | 1 082  | 1.85%  |
| Magdalena          | 120 646 | 68.51% | 51 040  | 28.98% | 4 354  | 2.47%  |
| Meta               | 56 883  | 48.72% | 33 259  | 28.49% | 26 404 | 22.61% |
| Nariño             | 118 010 | 48.94% | 115 324 | 47.83% | 6 366  | 2.64%  |
| Norte de Santander | 139 718 | 52.74% | 118 703 | 44.81% | 6 198  | 2.33%  |
| Quindío            | 76 702  | 64.93% | 34 382  | 29.10% | 6 515  | 5.51%  |
| Risaralda          | 102 909 | 56.65% | 71 153  | 39.17% | 5 956  | 3.27%  |
| Santander          | 249 800 | 55.78% | 166 759 | 37.24% | 29 094 | 6.49%  |
| Sucre              | 97 735  | 66.01% | 48 866  | 33.00% | 1 400  | 0.94%  |
| Tolima             | 188 892 | 61.10% | 101 847 | 32.94% | 17 144 | 5.54%  |
| Valle del Cauca    | 427 504 | 60.48% | 251 983 | 35.65% | 21 262 | 3.00%  |
| Fuente: El Tiempo  |         |        |         |        |        |        |